# Chemins de fer de Provence

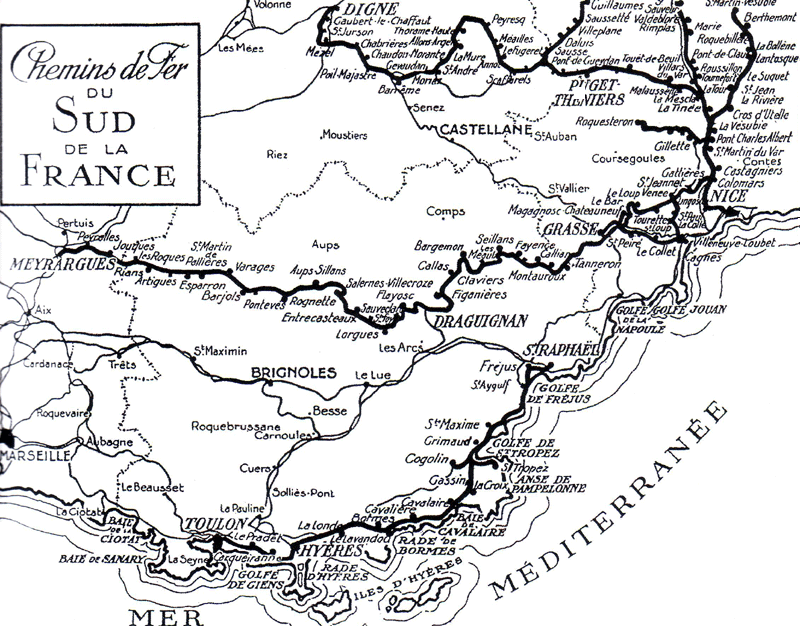
Lokale spoornet Chemins de fer du Sud

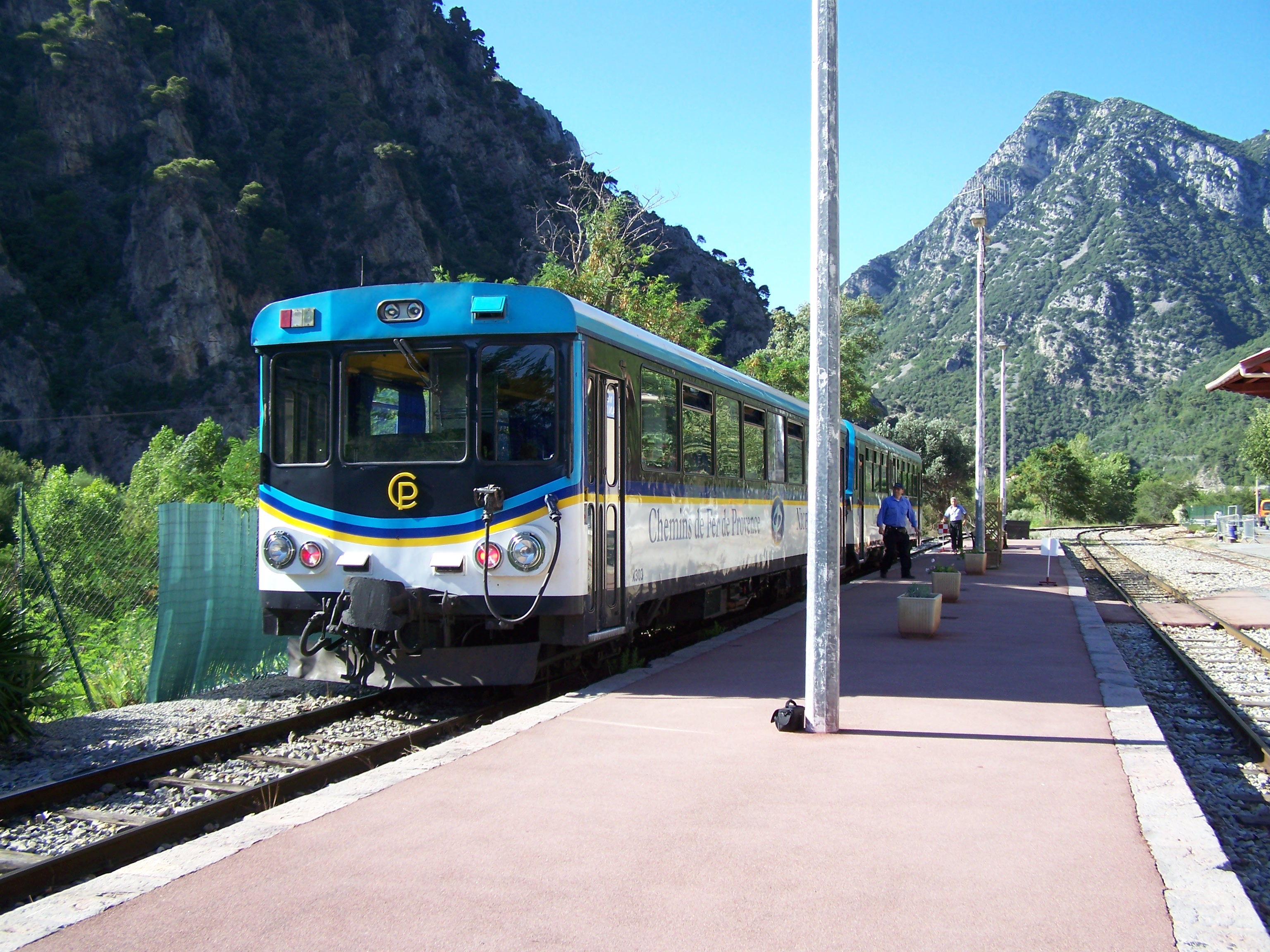
Trein op het station van Plan du var

De Chemins de fer de Provence (CP) is een Franse lokaalspoormaatschappij in de Provence. Het bedrijf houdt zich bezig met de uitbating van de smalspoorlijn van Nice naar Digne-les-Bains. Frankrijk had vroeger veel lokale spoorlijnen die onder een lokale concessie reden van een van de Franse departementen. Na de nationalisatie in 1938 (ontstaan van de SNCF) is de Chemins de fer de Provence de enige lokale spoormaatschappij die op het Franse vasteland is overgebleven. Naast de CP zijn er nog een paar museumlijnen die op restanten van de opgeheven lokale spoorlijnen rijden.

## Geschiedenis
In 1861 waren er al plannen voor diverse smalspoorlijnen rond Draguignan. Vanaf 1888 werden verschillende trajecten in gebruik genomen door de Societé des chemins de fer du Sud de la France (SF). Het eerste gedeelte van de lijn Digne - Nice (tussen Digne en Mézel) werd in 1891 geopend en in 1911 werd het laatste deel van de lijn opgeleverd. Vanaf 1925 worden de spoorlijnen beheerd door Chemins de fer de Provence (CP).
Naast het traject Nice - Digne bezat de CP nog een lijn van Nice naar Meyrargues via Draguignan en één kustlijn van Toulon naar Saint-Raphaël. Als gevolg van oorlogsschade zijn beide lijnen na de Tweede Wereldoorlog niet meer heropend.
In Digne sloot de spoorlijn aan op de SNCF-zijtak Digne - St-Auban. Zo maakte de CP deel uit van de kortste verbinding tussen Nice en Grenoble. De SNCF lijn is sinds 1991 buiten dienst, maar er zijn plannen om het traject om te bouwen naar meterspoor en de CP-lijn daar mee te verlengen.

## Activiteiten
Tegenwoordig exploiteert CP alleen nog de spoorlijn van Nice naar Digne-les-Bains. De treinen rijden door landschappelijk fraai gebied, met veel bruggen en tunnels. Op het traject rijden per dag vier treinen in beide richtingen. Tussen Plan-du-Var en Nice rijden er extra voorstadtreinen als aanvulling op de langeafstandstreinen.

## Le Train des Pignes
Le Train des Pignes was de bijnaam die men gebruikte voor de diverse smalspoorlijnen in de regio. De term is afgeleid van het woord Pigne, zuid-Frans dialect voor dennenappel. Tegenwoordig bedoelt men meer de treinen tussen Nice en Digne-les-Bains. De term wordt ook gebruikt voor stoomtrein van de Groupe d'Etude pour les Chemins de fer de Provence (GECP) die in de zomermaanden tussen Puget-Théniers en Annot rijdt.

## Ongeval
In februari 2014 veroorzaakte een op de rails vallende rots een ongeluk met een CP trein. Dit had tot gevolg dat er twee doden en een aantal gewonden te betreuren waren.

## Foto's

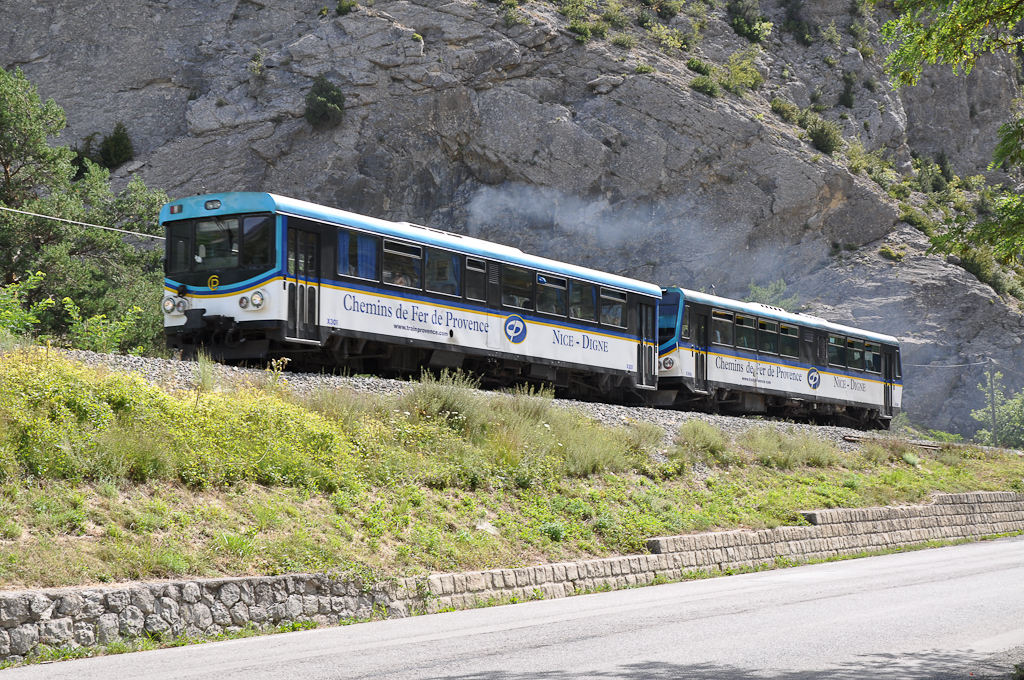
Twee rijtuigen van de CP
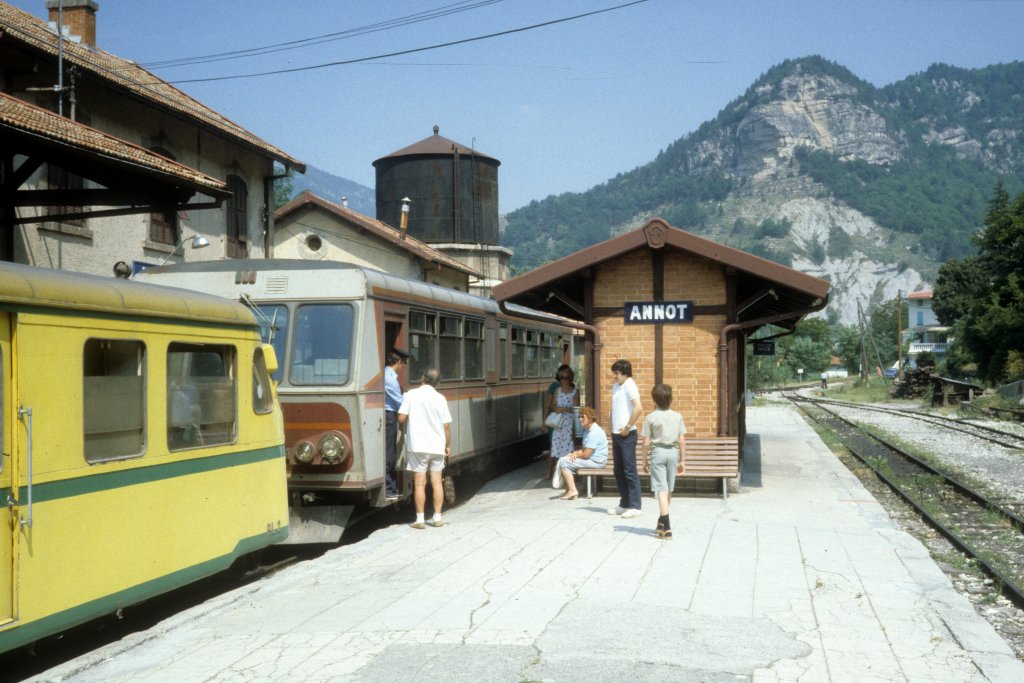
Een CP trein in Annot
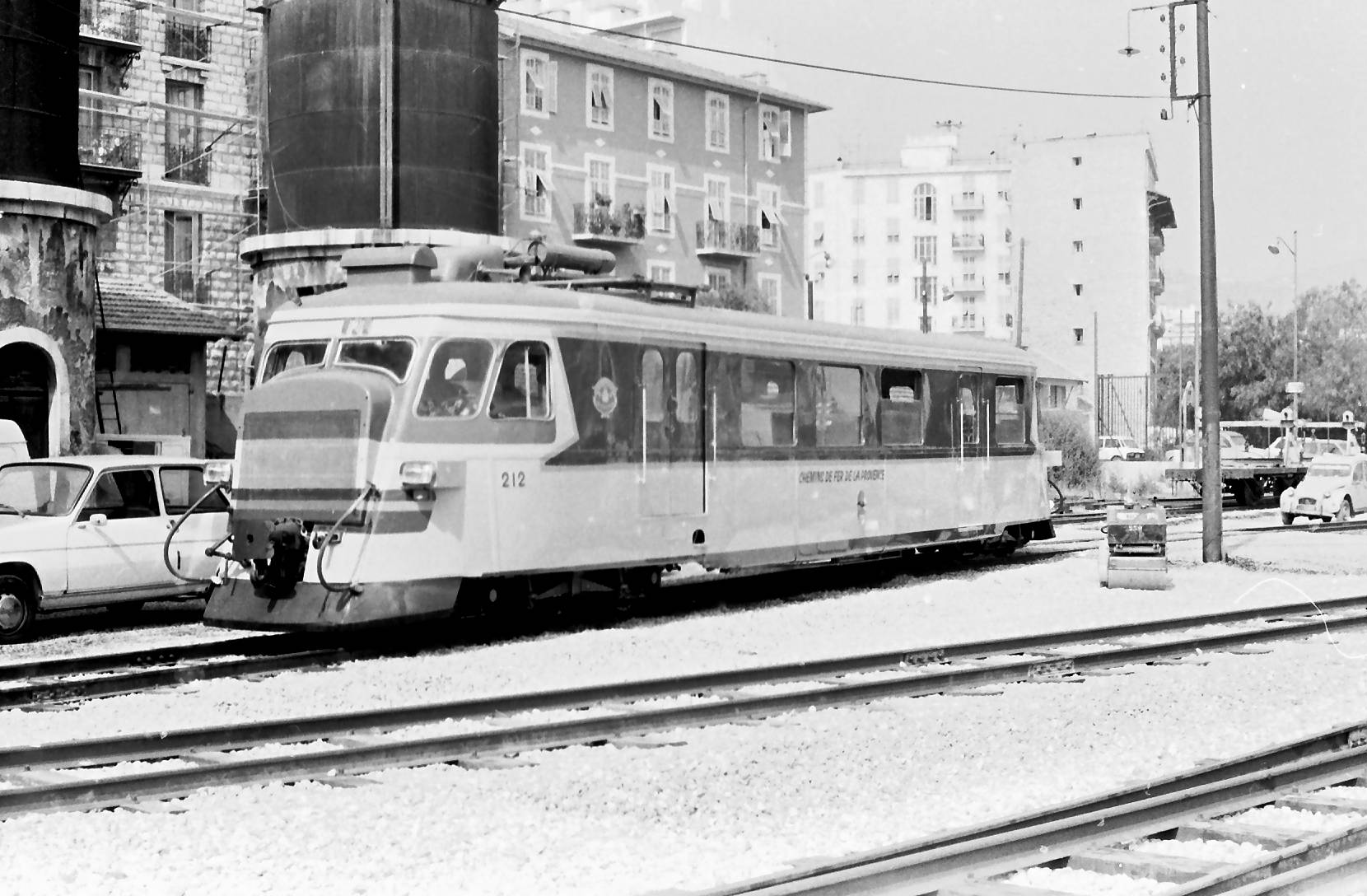
Motorrijtuig 121 in Nice
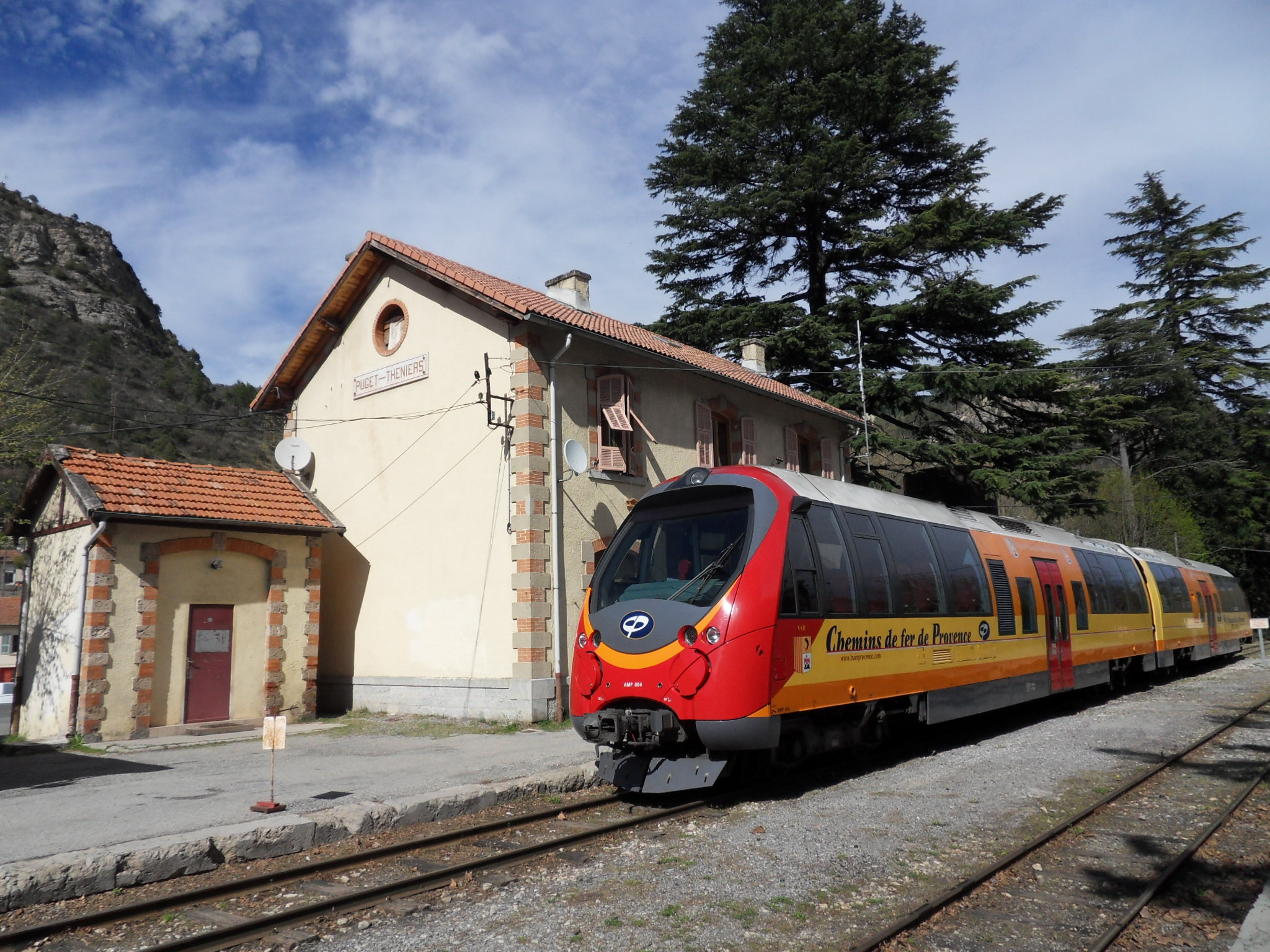
AMP 800 op station Puget-Theniers
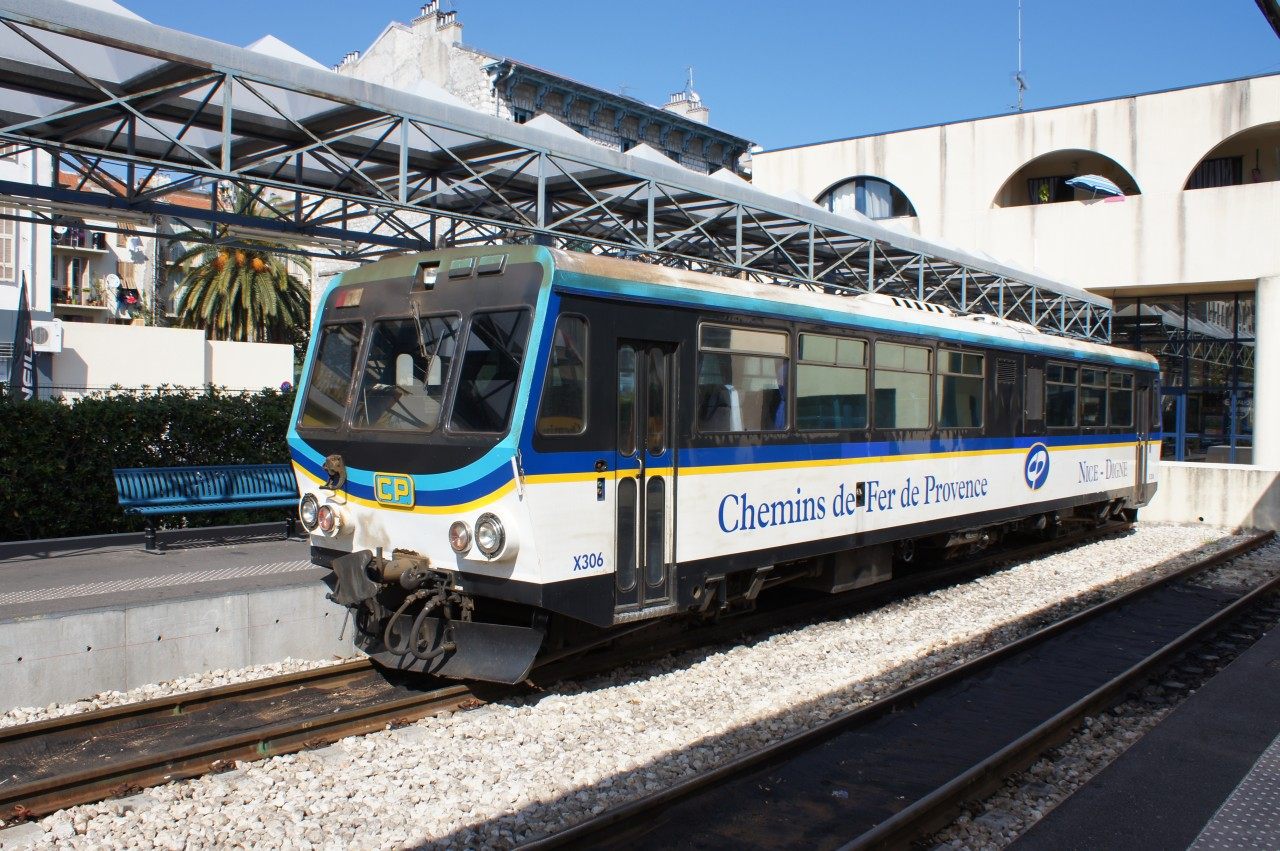
X306 op station Nice-CP
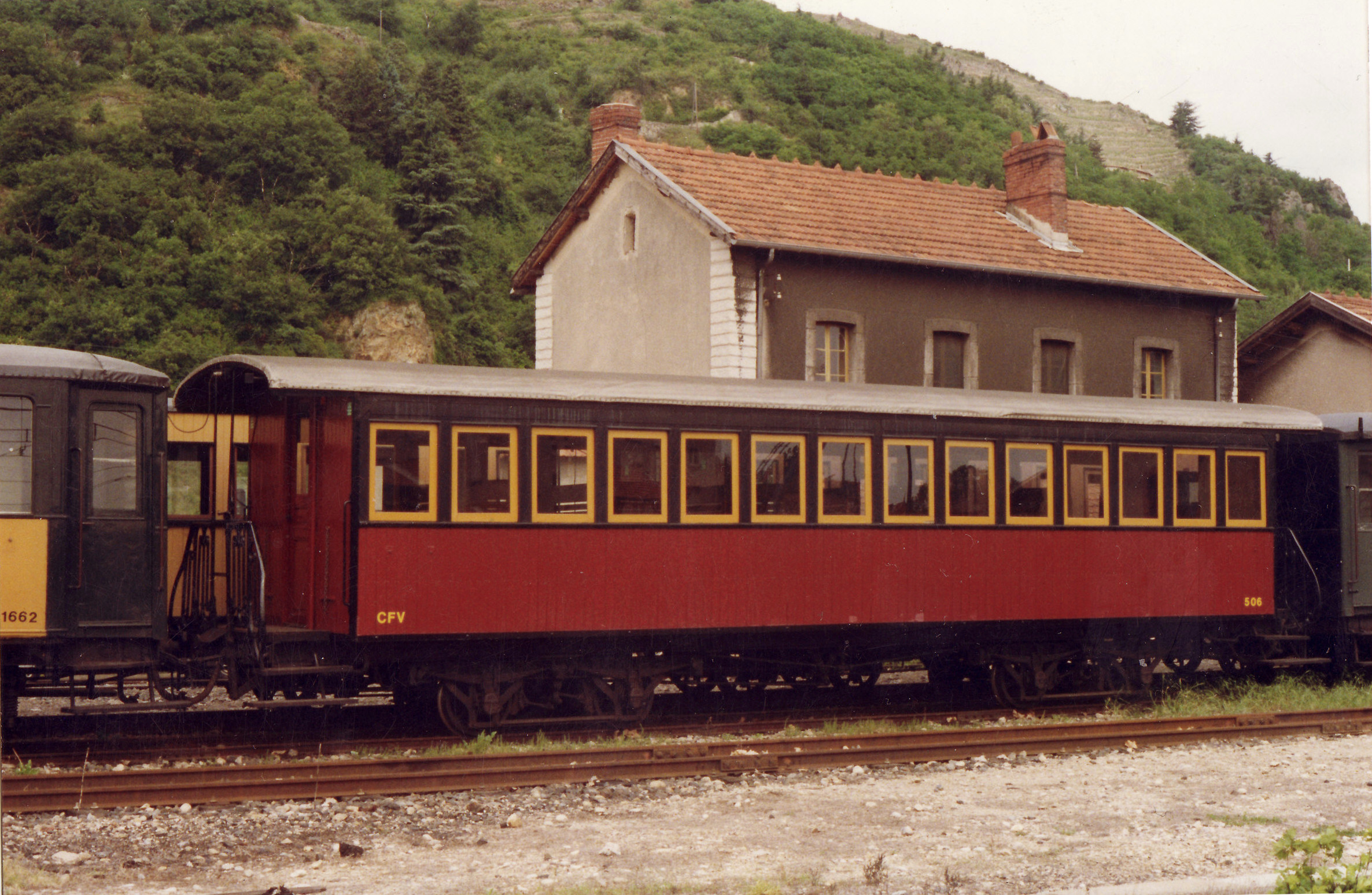
Rijtuig 506 te Puget-Théniers
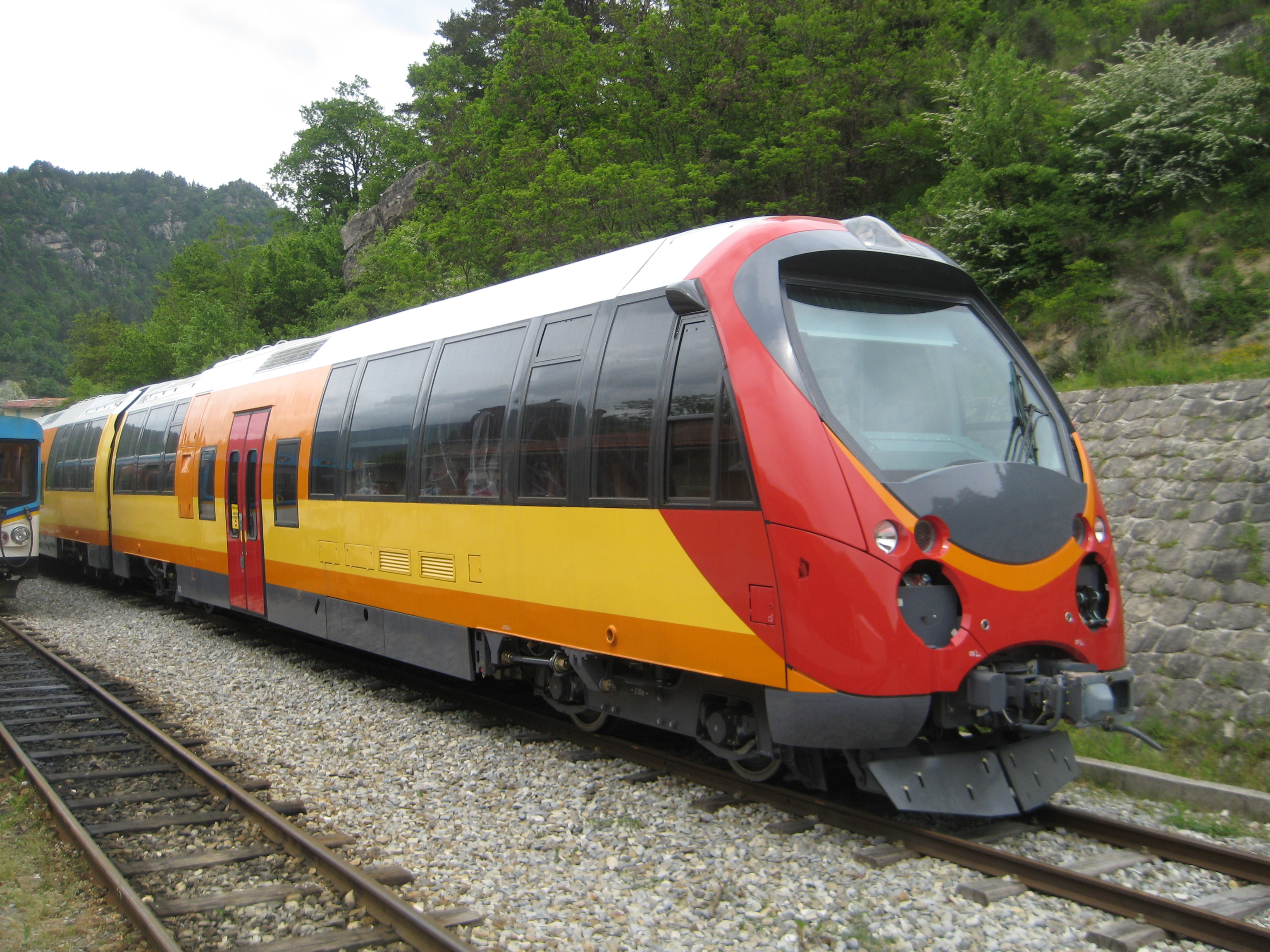
Een AMP 800 motorstel in Annot
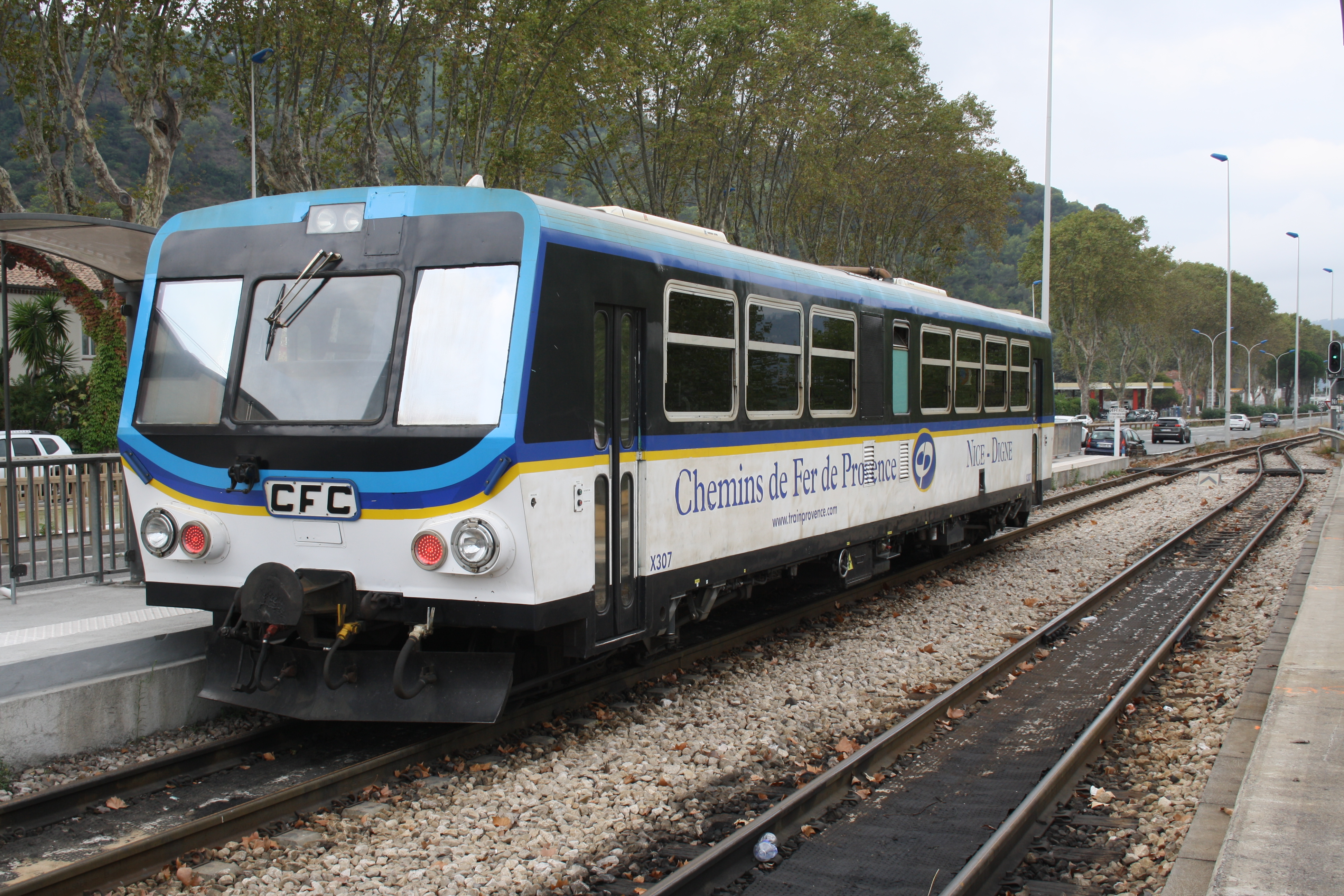
X307 in Colomars–La Manda
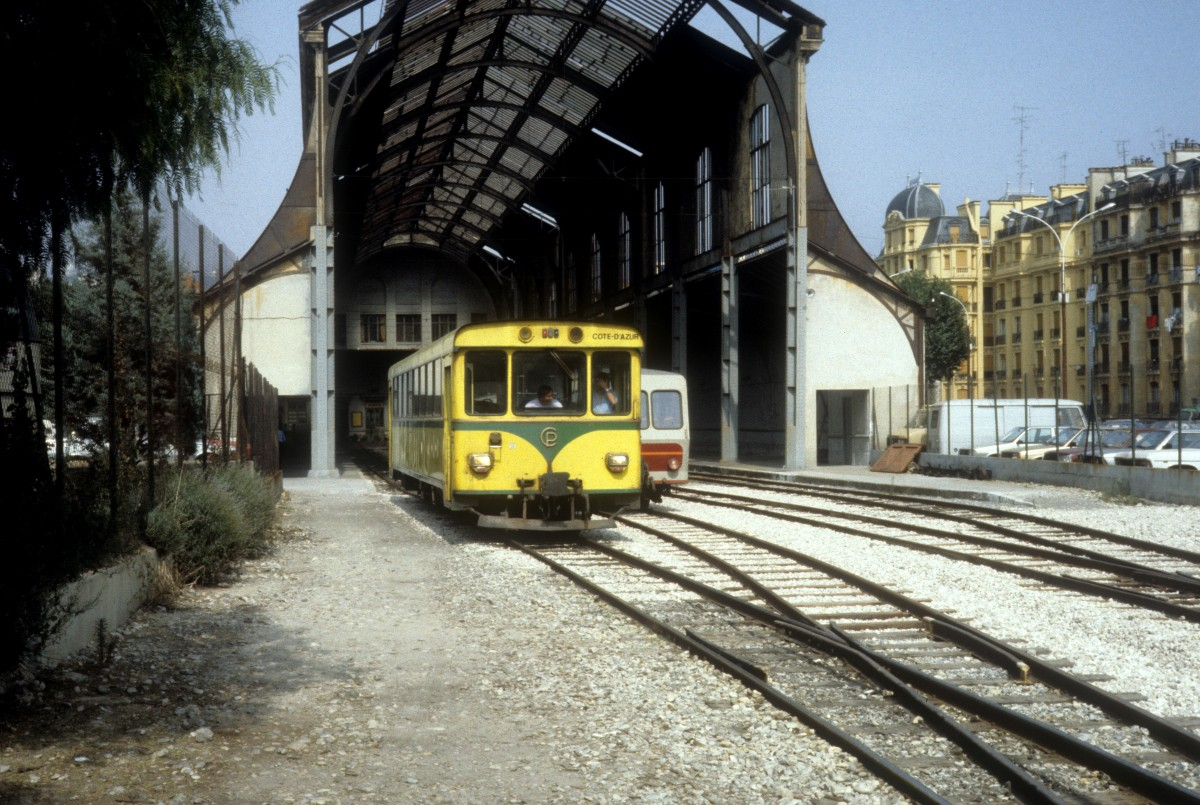
Een CP trein op het oude Gare du Sud